# العلاقات الإريترية الساموية
العلاقات الإريترية الساموية هي العلاقات الثنائية التي تجمع بين إريتريا وساموا.

## مقارنة بين البلدين
هذه مقارنة عامة ومرجعية للدولتين:
| وجه المقارنة                                              | إريتريا                                      | ساموا                        |
| --------------------------------------------------------- | -------------------------------------------- | ---------------------------- |
| المساحة (كم2)                                             | 117.60 ألف                                   | 2.84 ألف                     |
| عدد السكان (نسمة)                                         | 6.33 مليون                                   | 196.44 ألف                   |
| الكثافة السكانية (ن./كم²)                                 | 53.83                                        | 69.17                        |
| العاصمة                                                   | أسمرة                                        | أبيا                         |
| اللغة الرسمية                                             | اللغة التغرينية، اللغة العربية، لغة إنجليزية | لغة إنجليزية، اللغة الساموية |
| العملة                                                    | ناكفا                                        | تالا ساموي                   |
| الناتج المحلي الإجمالي (بليون دولار)                      | 2.61 مليار                                   | 856.63 مليون                 |
| الناتج المحلي الإجمالي (تعادل القوة الشرائية) بليون دولار |                                              | 1.15 مليار                   |
| الناتج المحلي الإجمالي الاسمي للفرد دولار أمريكي          |                                              | 3.94 ألف                     |
| الناتج المحلي الإجمالي للفرد دولار أمريكي                 |                                              | 5.79 ألف                     |
| مؤشر التنمية البشرية                                      | 0.391                                        | 0.702                        |
| رمز المكالمات الدولي                                      | +291                                         | +685                         |
| رمز الإنترنت                                              | .er                                          | .ws                          |
| المنطقة الزمنية                                           | ت ع م+03:00                                  | ت ع م+13:00                  |

## منظمات دولية مشتركة
يشترك البلدان في عضوية مجموعة من المنظمات الدولية، منها:
| علم المنظمة | اسم المنظمة                                 | تاريخ انضمام إريتريا | تاريخ انضمام ساموا |
| ----------- | ------------------------------------------- | -------------------- | ------------------ |
|             | مؤسسة التمويل الدولية                       | 11 أكتوبر 1995       | 28 يونيو 1974      |
|             | منظمة حظر الأسلحة الكيميائية                | ?                    | ?                  |
|             | يونسكو                                      | 2 سبتمبر 1993        | 3 أبريل 1981       |
|             | الاتحاد الدولي للاتصالات                    | 6 أغسطس 1993         | 7 أكتوبر 1988      |
|             | الأمم المتحدة                               | 28 مايو 1993         | 15 ديسمبر 1976     |
|             | منظمة الشرطة الجنائية الدولية               | ?                    | ?                  |
|             | البنك الدولي للإنشاء والتعمير               | 6 يوليو 1994         | 28 يونيو 1974      |
|             | الاتحاد البريدي العالمي                     | ?                    | ?                  |
|             | مؤسسة التنمية الدولية                       | 6 يوليو 1994         | 28 يونيو 1974      |
|             | وكالة ضمان الاستثمار متعدد الأطراف          | 10 سبتمبر 1996       | 27 سبتمبر 2002     |
|             | مجموعة دول أفريقيا والكاريبي والمحيط الهادئ | ?                    | ?                  |